# Stadsbok
En stadsbok är en benämning på en samling medeltida anteckningar angående stadsangelägenheter, som har  sammanbundits till bokform. Anteckningarna fördes av en stadsmyndighet och är av judiciell, kameral, finansiell, kommunal eller politisk natur
Stadsbok fördes av stadsskrivaren. Såväl för Sverige som för andra länder finns medeltida stadsböcker ännu i behåll. Av tyska stadsböcker märks sådana för till exempel Lübeck, Hamburg, Kiel, Stralsund och Riga.
Stadsbok nämns på ett par ställen i svenska stadslagen, enligt dess konungabalk kapitel 15, § 3 skulle ett inskrivande i "stadens bok" av till exempel fastighetsöverlåtelser äga samma rättskraft, som om ett brev med stadens sigill därom utfärdats. Medeltida stadsböcker finnas bevarade för Stockholm, Kalmar, Jönköping och Arboga.
År 1902 återfann den blivande riksarkivarien Sam Clason i en skrubb i Stockholms rådhus sexton stadsböcker som ansetts förlorade. Samlingen bestod av elva stycken tänkeböcker (ett slags allmänt stadsprotokoll), en ämbetsbok 1419–1544 (en förteckning över stadens ämbetsmän), en räkenskapsbok [1431] 1436–1441 (diverse räkenskaper), en burspråks- och räkenskapsbok 1459–1482 (kommunala förordningar med senare tillägg och kämnärsräkenskaper 1460–1473), en skottebok (skattebok) 1460–1469 (angående uppbörd och utgift av skottpåle- och gästpenningar) samt en räkenskapsbok ("skypboken") 1489–1533 (för stadens fordringar och skulder). 
Förutom dessa sexton finns även fyra tidigare kända stadsböcker från medeltiden, två jordeböcker som omfattar tiden 1420–1474 och 1474–1498 (bland annat angående fastighetsöverlåtelser) och två skotteböcker för åren 1501–1509 och 1516–1524.
För tiden 1524–1529 finns  även en bevarad tänkebok skriven av Olaus Petri.